# アニメイトカセットコレクション
「アニメイトカセットコレクション」とは、アニメイトで限定販売していた、テレビアニメーション作品の番外編などを収録したカセットシリーズの名称である。

## 概要
朝日ソノラマのソノシートやコロちゃんパックのように、作品の出演キャラクターによるオリジナルドラマなどが主な収録内容であるが、先述の二つと違うのは、内輪ネタやテレビで放送できないような下ネタなどが大量に盛り込まれている点である。おたくに相当する年齢層を主な購買層に設定していることも大きな特徴である。

## ラインナップ
| ナンバー | 商品名                                                                                 | 発売年月日     |
| -------- | -------------------------------------------------------------------------------------- | -------------- |
| 01       | 鎧伝サムライトルーパー それからの戦士たち                                              | 1989年5月1日   |
| 02       | 魔神英雄伝ワタル                                                                       | 1989年6月1日   |
| 03       | ガルフォース Blue Heaven Blue Hell                                                     | 1989年7月1日   |
| 04       | ミスター味っ子                                                                         | 1989年8月1日   |
| 05       | 機動戦士SDガンダム                                                                     | 1989年9月1日   |
| 06       | 機動戦士ガンダムΖΖ                                                                     | 1989年10月1日  |
| 07       | 鎧伝サムライトルーパー VOLUME・2 SPECIAL VERSION                                       | 1989年9月1日   |
| 08       | 天空戦記シュラト1 心に架けた友情の橋                                                   | 1989年11月1日  |
| 09       | 天空戦記シュラト2 天空界劇場                                                           | 1990年1月1日   |
| 10       | 鎧伝サムライトルーパー VOLUME-3「そして、五人」                                        | 1990年3月1日   |
| 11       | 魔動王グランゾート                                                                     | 1990年5月1日   |
| 12       | 赤い光弾ジリオン シークレット ティ・パーティ                                           | 1990年6月      |
| 13       | 超獣機神ダンクーガ さらわれた頭脳 獣戦機隊のアブナイ一日潜入記                         | 1990年11月1日  |
| 14       | 魔神英雄伝ワタル2                                                                      | 1990年11月30日 |
| 15       | 鎧伝サムライトルーパー VOLUME・4「鬼哭 -永遠の戦い-」                                  | 1991年7月1日   |
| 16       | NG騎士ラムネ&40 メモリアルマッチ!熱血一本勝負                                          | 1991年7月1日   |
| 17       | 超音戦士ボーグマン ジ・エンドレス・ボーグマン・ショウ                                  | 1992年1月1日   |
| 18       | やったらこうなっちゃったナディア                                                       | 1992年3月1日   |
| 19       | 天空戦記シュラト3 八部衆外伝                                                           | 1992年7月1日   |
| 20       | NG騎士ラムネ&40 2 キングオブキングス熱血スペシャル                                     | 1992年8月1日   |
| 21       | KO世紀ビースト三獣士 怒涛の愛と哀しみの爆裂温泉旅行！！湯気の間に恋を見た              | 1992年11月1日  |
| 22       | 美少女戦士セーラームーン1                                                              | 1992年12月1日  |
| 23       | 美少女戦士セーラームーン2                                                              | 1993年2月1日   |
| 24       | 新世紀GPXサイバーフォーミュラ ROUND1 サイバー・デート大作戦！                          | 1993年5月1日   |
| 25       | 美少女戦士セーラームーン3 PRELUDE OF ROMANCE                                           | 1993年6月1日   |
| 26       | KO世紀ビースト三獣士2 風雲！炎の主役争奪戦！風の中で愛を得た！                         | 1993年6月1日   |
| 27       | 新世紀GPXサイバーフォーミュラ ROUND2 愛と哀しみの誕生日！                              | 1993年7月1日   |
| 28       | 南国少年パプワくん コタローへ兄から愛のメッセージ！                                    | 1993年7月1日   |
| 29       | 美少女戦士セーラームーンR 帰ってきたエイルとアン！美少女戦士たちの夢を現実に作戦発動！ | 1993年8月1日   |
| 30       | NG騎士ラムネ&40 3 ときめき!裏の三姉妹                                                  | 1993年11月1日  |
| 31       | 南国少年パプワくん2 雪国少女くり子ちゃん                                               | 1994年2月1日   |
| 32       | 新世紀GPXサイバーフォーミュラ ROUND3 カップルレースだ！大混戦！！                      | 1994年3月1日   |
| 33       | 新世紀GPXサイバーフォーミュラ ROUND4 あなたとサイバーフォーミュラ・ナイト              | 1994年4月1日   |
| 34       | アイドル防衛隊ハミングバード 密着24時！！ハミングバードの全て！！                      | 1994年5月18日  |
| 35       | 南国少年パプワくん3 ガンマ団本部奪回大作戦                                             | 1994年10月1日  |
| 36       | 新世紀GPXサイバーフォーミュラ ROUND5 魔法のときめき少女ミラクルあすかちゅあん          | 1994年10月1日  |
| 37       | アイドル防衛隊ハミングバード2 世界へはばたけハミングバード！！                         | 1994年12月1日  |
| 38       | 新・キューティーハニー1 宝石姫一族の逆襲                                               | 1995年2月1日   |
| 39       | 蒼き伝説シュート！ 伝説誕生への序章                                                    | 1995年3月1日   |
| 40       | 世界名作劇場・七つの海のティコ ペペロンチーノ号航海日誌                                | 1995年3月1日   |
| 41       | 新・キューティーハニー2 パロパロオチャメ篇 第2弾 ひっちゃかめっちゃかハニーワールド    | 1995年4月1日   |
| 42       | ヤマトタケル 教授の文学講義                                                            | 1995年4月1日   |
| 43       | アイドル防衛隊ハミングバード3 激！ファイト！ハミングバード                             | 1995年5月18日  |
| 44       | ブルーシード1 国土のワンダバ1週間                                                      | 1995年6月1日   |
| 45       | マクロス7 1.ロンゲスト・ノイズ・デイ                                                   | 1995年10月1日  |
| 46       | アイドル防衛隊ハミングバード4 愛のさざなみ                                             | 1995年11月1日  |
| 47       | ブルーシード2 夢の社員旅行                                                             | 1995年11月1日  |
| 48       | SMガールズ セイバーマリオネットR どきどきわくわくフェスティバル豪華絢爛セクシーバトル  | 1995年12月1日  |
| 49       | 世界名作劇場・ロミオの青い空 モントバーニ家の亡霊                                      | 1995年12月25日 |
| 50       | 美少女戦士セーラームーンR2 時を駆ける美少女戦士                                        | 1996年3月1日   |
| 51       | マクロス7 2.バサラ抹殺計画                                                             | 1996年3月1日   |
| 52       | ブルーシード3 オリジナル・ラブ                                                         | 1996年3月1日   |
| 53       | 新機動戦記ガンダムW1 シークレット・オペレーション                                      | 1996年09月15日 |
| 54       | 美少女戦士セーラームーンS 男子校潜入！ついに巡り合った憧れの先輩！                     | 1996年11月1日  |
| 55       | VS騎士ラムネ&40炎 トキメキトライアル 熱血先生のハートを狙え！！                        | 1996年11月1日  |
| 56       | 機動戦艦ナデシコ 「ナデシコ対ゲキ・ガンガー対宇宙人」……って、オイ！？                  | 1997年8月15日  |
|          | 機動戦艦ナデシコ 2 ナデシコ・ばらえてい(仮題)                                          | 1998年3月1日   |
|          | 夢のクレヨン王国 テレビ局の旅                                                          | 1998年8月1日   |

## アニメイトボイスカセット
「アニメイトボイスカセット」とは、アニメイトカセットコレクション同様アニメイトで限定販売していた、テレビアニメーション作品のキャラクタートークを収録したカセットシリーズの名称である。
いわゆる楽屋オチのネタを交えた『フリートーク』やキャラクターの『モーニングコール』、『留守番電話メッセージ』、『励ましメッセージ』、『誕生日』、『おやすみメッセージ』、『ラブコール』等が収録されている。
| ナンバー | 商品名                                           | 発売年月日    |
| -------- | ------------------------------------------------ | ------------- |
| 01       | 天地無用!ボイスコレクション 魎呼&阿重霞編        | 1996年4月1日  |
| 02       | 爆れつハンターボイスコレクション キャロ&ティラ編 | 1996年5月     |
| 03       | 新機動戦記ガンダムWボイスコレクション Gチーム編  | 1996年6月1日  |
| 04       | 新世紀エヴァンゲリオン シンジ&アスカ編           | 1996年11月    |
| 05       | 銀河お嬢様伝説ユナ ユナ&ユーリィ編               | 1997年2月     |
| 06       | セイバーマリオネットJ 小樽&セイバー編            | 1997年4月     |
| 07       | スレイヤーズNEXT 正義の仲良し四人組編            | 1997年5月25日 |
| 08       | 魔法少女プリティサミー 砂沙美＆美紗緒+α編        | 1997年5月     |
| 09       | 機動戦艦ナデシコ ナデシコクルー編                | 1997年8月1日  |
| 10       | 少女革命ウテナ 鳳学園生徒会編                    | 1997年12月    |
| 11       | 夢のクレヨン王国 パジャマパーティー編            | 1998年8月1日  |

## 復刻版
- 「美少女戦士セーラームーン」シリーズの6タイトルのカセットコレクションは後に美少女戦士セーラームーン サウンド・ドラマ・コレクションとしてCD化、1998年6月20日に日本コロムビアから発売された。
- 「機動戦艦ナデシコ」では上述の2タイトルのカセットコレクションに加え、同じムーミックのアニメイトボイスカセットシリーズを含む限定カセット音源をCD化させた「機動戦艦ナデシコ コンプリートCD-BOX ～once and again NADESICO～」がキングレコードより2006年2月8日に発売された。
- 「魔動王グランゾート」は「魔動王グランゾート マジカル音楽大全集」CDの1枚として日本コロムビアから2015年2月25日に発売された。